# Блау, Франсин Ди
Франсин Ди Блау (англ. Francine Dee Blau; род. 29 августа 1946 в Нью-Йорке) — американский экономист. Она специализируется на трудовых и производственных отношениях, а также вопросах неравенства и гендерных разрывов в области экономики. В настоящее время является профессором Фрэнсис Перкинс производственных и трудовых отношений и профессором экономики в Корнельском университете.
Бакалавр (1966) Корнеллского университета; магистр (1969) и доктор философии (1975) Гарвардского университета. Преподавала в Иллинойском (1975-94; профессор с 1983) и Корнеллском (с 1994) университетах. Президент Общества экономики труда (2006). Лауреат премии Каролин Шоу Белл (2001) и премии Джейкоба Минсера (2017). Почётный член Американской экономической ассоциации (2018).
В 1971 году Франсин Блау стала соосновательницей комитета по положению женщин-экономистов при Американской экономической ассоциации. Он отслеживает и фиксирует все изменения в положении женщин-экономистов в академических кругах, государственных учреждениях и других организациях Соединённых Штатов.
В 2010 году стала первой женщиной, получившей премию Института экономики труда IZA за «вклад в экономический анализ неравенства на рынке труда». По мнению жюри, её работы сформировали взгляды исследователей и политиков на причины и последствия гендерных различий в области экономики, а также помогли выработать конкретные меры поддержки женщин на рынке труда.
Франсин Ди Блау написала или отредактировала около 100 статей и 10 книг. Самой известной стала книга «Экономика женщин, мужчин и труда». Она выдержала не менее восьми изданий и считается стандартным учебником по гендерным вопросам на рынке труда.
Муж и соавтор ряда работ — профессор экономики Корнеллского университета Лоуренс Кан, у них двое детей.

## Награды
- 2001 — Премия Кэролайн Шоу Белл, присуждаемая Комитетом Американской экономической ассоциации по положению женщин в экономической профессии за повышение статуса женщин в экономической профессии[7].
- Премия Ричарда А. Лестера 2002 год за выдающуюся книгу по экономике труда и трудовым отношениям для дома и за рубежом: показатели рынка труда США в международной перспективе (совместно с Лоуренсом Каном)[8].
- 2003 год — Член (член-учредитель) Общества экономистов труда.
- 2005 — Стипендиат Элеоноры Рузвельт, Американская академия политических и социальных наук[9].
- 2009 — Научный сотрудник (инаугурационный член) Ассоциации труда и трудовых отношений.
- Премия IZA 2010 год в области экономики труда[10].
- Премия Джейкоба Минсера 2017 года за пожизненный вклад в области экономики труда Общества экономистов труда (SOLE).
- Премия судьи Уильяма Б. Гроута 2017 год, школа ILR, Корнельский университет.
- Премия выдающегося научного сотрудника 2018 года Американской экономической ассоциации.

## Основные произведения
- «Экономическая теория женщин, мужчин и труд» (The Economics of Women, Men, and Work, 1986, в соавторстве с М. Фарбер[англ.]);
- «Структура заработной платы и различия заработков по половому признаку: международное сравнение» (Wage Structure and Gender Earnings Differentials: An International Comparison, 1996, в соавторстве с Л. Каном).